# Svindlerne fra Californien
Svindlerne fra Californien er en amerikansk stumfilm fra 1917 af Elmer Clifton.

## Medvirkende
- Jack Mulhall som Jimmy Gordon
- Ann Forrest som Lucy Andrews
- Donna Drew som Nadine
- Hayward Mack som Sir Beverly Wyndham
- Alfred Allensom Jasper Sneedham